# Lala Sjöqvist
Lala Valborg Sjöqvist gift Larsson, (enl Sv dödbok Lola) född 23 september 1903 i Ryssby församling i Kalmar län, död 8 augusti 1964 i Madesjö församling i Kalmar län, var en svensk simhoppare.

## Karriär
Lala promoverades vid simskolan i Kalmar 1918 till ”magister primus” och började tävla för Kalmar Idrottssällskap. Genombrottet kan dateras till 1919 då hon blev Smålandsmästare på både 200 meter bröstsim och i grenen raka hopp. Den senare kom att bli hennes paradgren. 1920 grundades Kalmar Simsällskap, dit gick hon över och fick med tiden en dominerande roll där.

Sjöqvist blev olympisk bronsmedaljör i raka hopp i Amsterdam 1928 och blev nummer fyra vid EM i Bologna 1927.
Systern Ingeborg deltog också i simhopp i Los Angeles 1932 och Berlin 1936. Andra systern Vivi var truppgymnast och med i Sveriges damuppvisningstrupp år 1936.